# Latheticomyia longiterebra
Latheticomyia longiterebra är en tvåvingeart som beskrevs av Willi Hennig 1969. Latheticomyia longiterebra ingår i släktet Latheticomyia och familjen Cypselosomatidae. Inga underarter finns listade i Catalogue of Life.